# Ватутинский комбинат огнеупоров
Ватутинский комбинат огнеупоров (укр. Ватутінський комбінат вогнетривів) — промышленное предприятие в городе Ватутино Черкасской области Украины.

## История
В 1950-е годы в ходе геолого-разведывательных работ была проведена оценка Новоселицкого месторождения вторичных каолинов, расположенного в окрестностях города Ватутино. Ватутинский завод огнеупорных материалов был построен в соответствии с семилетним планом развития народного хозяйства СССР (1959—1965) и начал работу после введения в эксплуатацию Новоселицкого карьера в 1963 году.
Мощность завода изначально составляла 180 тыс. шамота в год, производственные процессы были полностью механизированы. К началу 1970-х годов управление технологической линией осуществлялось дистанционно с диспетчерского пункта.
После запуска шамотообжигательного завода предприятие было преобразовано в Ватутинский комбинат огнеупорных материалов
В 1982 году завод начал получать сырьё из Мурзинского каолинового карьера.
В целом, в советское время комбинат входил в число ведущих предприятий города.
В мае 1995 года Кабинет министров Украины утвердил решение о приватизации комбината огнеупорных материалов и подчинённого ему строительно-монтажного управления № 4, после чего государственное предприятие было преобразовано в открытое акционерное общество.
В 2005 году комбинат занимал 40 % украинского рынка шамота.
В конце июля 2007 года собственником 86,25 % акций комбината стала французская компания A.G.S. (которая входит в состав группы компаний Imerys Group.
2007 год комбинат завершил с чистой прибылью 3,285 млн. гривен.
Начавшийся в 2008 году экономический кризис осложнил положение предприятия, в октябре 2008 года в связи с сокращением спроса на продукцию производство было остановлено. Несмотря на принятое решение не выплачивать дивиденды по итогам года, 2008 год комбинат завершил с чистым убытком 8,466 млн гривен.
27 мая 2009 года для расширения каолинового карьера Кабинет министров Украины передал комбинату в аренду на 8 лет земельные участки общей площадью 14,35 га земли на территории Неморозского сельского совета Звенигородского района Черкасской области.
2009 год комбинат завершил с чистым убытком 6,509 млн гривен.
2010 год комбинат завершил с чистой прибылью 11,861 млн гривен.
2013 год комбинат завершил с чистой прибылью 0,04 тыс. гривен.
2014 год комбинат завершил с чистым убытком 0,31 тыс. гривен.

## Современное состояние
Комбинат производит кусковой и фракционированный шамот, шамотный порошок, огнеупорный кальцинированный каолин, каолиновый порошок и метакаолин. Проектная мощность печей предприятия обеспечивает возможность производства 320 тыс. тонн кальцинированного каолина в год.